# Половецкие
Половецкие (пол. Połowiecki) — дворянский род.
Мартын Половецкий, Черниговский городовой атаман (1698).

## Описание герба
В красном поле два меча в андреевский крест, сопровождаемых сверху звездой.
Щит увенчан дворянскими шлемом и короной. Нашлемник: три страусовых пера. Намет на щите красный, подложенный серебром.